# 幻想水滸伝III
『幻想水滸伝III』（げんそうすいこでんスリー）は、コナミより2002年7月11日に発売されたPlayStation 2用コンピュータRPG作品である。『幻想水滸伝シリーズ』の第3作目である。キャッチコピーは「信じる道ならば進むのでしょう。それは、人の性なのですから。」。
2004年6月5日にKONAMI the Bestで、2005年9月2日にコナミ殿堂セレクションで発売された。なお、シリーズ初の3Dポリゴンによるグラフィックが採用された作品である。

## あらすじ
ゼクセンとグラスランドが、互いに重要人物を殺し合う等、険悪な関係にあった時代。
グラスランドに住むとある部族の族長の息子ヒューゴは、ゼクセンとグラスランドの和平のための親書を携え、使者としてゼクセン評議会を訪れる。しかし、子供だとあしらわれ、良い成果を上げることもできぬままに帰還したヒューゴを待っていたものは、自身の部落がゼクセンに襲われる光景と、彼の親友が殺されるという信じがたい悲劇だった。そして彼の親友を殺めた者こそ、ゼクセンでその武勇と美貌から聖女と謳われる騎士クリスその人である事を知った彼は復讐に燃える。
ゼクセン騎士団長のクリスもまた、民衆による自分への偶像的な崇拝に近い扱いに疑問を持ちつつ、不可解なグラスランド侵攻にも胸を痛めていた。
大国ハルモニアの辺境警備兵でありながら、伝説の“炎の英雄”との関係を匂わせる謎の過去を持つゲドも、本国の命を受けてこの侵攻の裏の思惑を嗅ぎ回っていた。
それぞれ違った立場の3人の主人公達が運命の糸に導かれて出会い、はじめは対立をしながらもやがて協力しあうようになる。突如としてグラスランド侵攻をしかけたゼクセン評議会の思惑とは？そして、その素性があまりにも多くの謎に包まれているために、いまやその存在すら疑われている“炎の英雄”とはいったい何者だったのか？なにより、彼が宿していたと言われる「真なる火の紋章」とはいかなる物なのか？
やがて3人は、この紛争の裏に隠された真の陰謀の正体に迫っていく。
太陽暦475年。これは後に“英雄戦争”と呼ばれる戦いの記録である。

## 世界観
幻想水滸伝シリーズの世界観のうち、以下の地域・国家を参照。
- グラスランド
- ゼクセン連邦
- ハルモニア神聖国

## システム
本作特有のシステムを解説する。基本的なシステムは「幻想水滸伝シリーズ」を参照。

### トリニティ・サイト・システム
シリーズ作品で唯一主人公が複数存在しており、それぞれの視点からストーリーが進めることができる「トリニティ・サイト・システム」が導入されている。発案は、イラストを担当していた石川史。
1人の主人公では全容を把握できないが、メインの主人公3人の視点と「天魁星」の視点、108人揃った場合にプレイできる「破壊者」側の視点のストーリーを総合することで一連の事件の真相が見えてくるという構成になっている。

### 戦闘システム

#### フリーポジショニングバトルシステム
旧作のように前衛と後衛の区分を設けずに、戦闘エリア内で自由に動き回る戦闘システム。戦況に応じて敵味方ともに移動しながら戦うため、武器のレンジ以上に距離の概念も大きくなっている。また、紋章魔法の攻撃範囲も同心円状や直線状の範囲攻撃となっており、ポジショニングが悪いと味方が巻き込まれることもある。

#### バディシステム
戦闘メンバー6人を2人ずつの組（バディ）に分け、プレイヤーはバディごとに指示を与えていくことになる。紋章やアイテムを使う場合は各バディで片方しか使用できないが、アイテムであれば2人で使う選択も可能である。2人で行う「協力攻撃」は、2人が同じバディに配置されていないと使用することはできない。

### 戦争イベント
戦争に参加できる仲間がリーダー1人に戦闘員3人と参謀1人で小隊を組んで、通常戦闘に近い形（ただしプレイヤーは操作不能）で敵と戦う形式になっている。下の例のように繋がれた島を移動しながら進行し、敵と遭遇した場合は戦闘となり、敗れると後退する。また、攻撃を仕掛ける場合に、対象のマスに隣接するマスに味方がいると援護が得られる。味方ユニットがいるマスの周囲1マスは自陣となるが、勝敗は陣地の数ではなく、基本的に敵を全滅させることで決する。なお、『幻想水滸伝V』までの各作品において、各キャラクターのステータスが戦争イベントの難易度に直結するのは本作のみである（『幻想水滸伝IV』でもステータスが影響する戦闘方法もあるが、他の方法でも勝利できる）。
```
○―○―○―○
｜／　　｜　｜
○　○―○―○
｜＼｜／｜　｜
○―○―○―○
```

## 登場人物

### 主要人物
ヒューゴ
カラヤクランの族長ルシアの一人息子。父親は不明だが、本編で1度だけルシアが父親について言及するシーンが登場する。太陽暦460年生まれ（15歳）、身長167cm。グラスランドのカラヤの村出身。性格はまっすぐで、曲がったことが嫌い。幼い頃からグリフォンのフーバーと行動をともにしている。母親譲りの武術の腕でクランの中では一目置かれている。ゼクセンを毛嫌いするが、カラヤの村焼き討ちと親友ルルの死に直面し、彼の人生は大きな波乱の幕開けとなる。
ステレオタイプの主人公的な性格であるが、年長者への敬語や子供相手への言葉遣いなどは礼儀正しく、面倒見も良い。漫画版『幻想水滸伝3 - 運命の継承者-』では「真なる火の紋章」と“炎の英雄”の名前を継承している。なお、3人の主人公では唯一「真なる火の紋章」の継承者によって宿す紋章が異なり、クリスを選んだ場合は「真なる水の紋章」、ゲドを選んだ場合は「真なる雷の紋章」を継承することになる。
クリス・ライトフェロー
ゼクセン騎士団の「誉れ高き六騎士」の1人で騎士団長。太陽暦453年生まれ（22歳）、身長172cm。ゼクセン連邦ビネ・デル・ゼクセ出身。ワイアット・ライトフェロー（ジンバ）とアンナ夫妻の娘。
前任の騎士団長の死に伴って騎士団長を代行し勝利に導く。これにより、評議会から騎士団長に任命されて就任するが彼女の本意ではない。評議会から英雄に仕立て上げられ「銀の乙女」と呼ばれることに苦悩している。グラスランドで失踪した父ワイアットを探していたが、カラヤの村でワイアットの鎧を見つけたことで「ワイアットがカラヤクランで殺された」と誤解し、そこに襲い掛かってきたルルに反射的に剣を振るい殺してしまう。ジンバ（後にワイアットであることが明かされる）の言葉を手がかりに、ナッシュとともにグラスランドで父の行方を追う過程で父と“炎の英雄”との関わりを知り、ハルモニア神聖国との戦いに巻き込まれていく。その過程で、ゼクセンが周りからどう見られているかを知り、世界が自分の周りだけでないことも知っていく。本人は良くは思っていないが、セシルやアラニスなど「銀の乙女」に憧れを持つものも多い。また、本人も自覚するほどの音痴である。
「真なる火の紋章」を継承していない場合は、ワイアットから「真なる水の紋章」を受け継ぐことになる（「真なる火の紋章」を継承している場合、「真なる水の紋章」はヒューゴが継承する）。
ゲド
ハルモニア神聖国地方軍南部辺境警備隊第十二小隊隊長。太陽暦363年生まれ（112歳）、身長187cm。出身地は不明。
謎の多い人物で、平時は隠していたが「真なる雷の紋章」の継承者であり、“炎の運び手”に所属し、炎の英雄の右腕として補佐していた過去がある。寡黙な性格で状況判断も優れているため、部下からの信頼も厚く、隊員からは「大将」と呼ばれる。クールで物静かなイメージだが理想主義者で、英雄戦争終盤でのルビークの民とのやり取りや破壊者への叱責で熱い一面も見せている。真の紋章は同一の人物は複数個宿せないため、「真なる火の紋章」を継承した場合、「真なる雷の紋章」はヒューゴに継承される。
トーマス
無名諸国出身の少年。太陽暦459年生まれ（16歳）、身長160cm。母子家庭に育つが母をグラスランドの盗賊によって殺され、死の間際に父親だと教えられたゼクセン評議会議員であるロウマの下を訪れるが、厄介払いとしてゼクセン辺境のビュッデヒュッケ城（城名は任意に変更可）の主に据えられる。一見頼りない少年だが責任感が強く城中では人望も集めており、英雄戦争中にシーザーやサロメの策と手助けを得てビュッデヒュッケ城の自治権を獲得し、連合勢力の本拠地として解放する一方、産業の自由地としての発展に尽力している。戦闘においては「シリーズ最弱の主人公」との酷評もあるが、本作随一の大器晩成型キャラクターである。ちなみに好物は甘口カレー。
ルック
『幻想水滸伝シリーズのキャラクター一覧』を参照。

### 108星

#### ア行
以下に列挙する人物については、幻想水滸伝シリーズのキャラクター一覧を参照。
- アップル

アーサー
新聞記者を夢見る少年。太陽暦460年生まれ（15歳）、身長157cm。本拠地では壁新聞を担当している。
アーニー
学者。太陽暦462年生まれ（13歳）、身長150cm。本拠地では学術指南を担当。グリンヒル市のニューリーフ学院に留学した経歴があり、現在ではビネ・デル・ゼクセの古史探索協会に所属して古代シンダル史を研究している。戦後は儀式の遺跡を調査し、ゼクセン秘技碑文を発見している。
アイク
ビュッデヒュッケ城の図書館の司書。太陽暦340年生まれ（35歳）、身長173cm。独特の怪しい雰囲気があり、人の背後に立っても気配を悟られない。また、目を開けたまま眠る、この世の物とは思えない寝言を口にするなどの証言もある。
アイラ
カラヤクラン出身の少女。太陽暦459年生まれ（16歳）、身長162cm。グラスランドのカラヤクラン出身。精霊と語らう能力を持つ。カラヤの民らしく気性が荒く、また精神的に幼い。カラヤの村焼き討ちを機にゲドたちと行動を共にするようになるが、英雄戦争中においては正式な隊員ではない。カラヤクランで育ったために外界を知らず、カレリアでソーダを飲んで以来夢中になっている。戦後は隊員見習いとして、勝手にゲドたちを追い回している。
アヤメ
くノ一。太陽暦450年生まれ（25歳）、身長172cm。デュナン国出身。忍者組織「カゲ」から、抜け忍となったワタリを消すために送り出されている。デュナン統一戦争当時はハイランド王国に仕えていた。
アラニス
ビネ・デル・ゼクセに住む少女。太陽暦463年生まれ（12歳）、身長149cm。父親が交易商人であるため引越しが多く友達が出来なかったが、ビネ・デル・ゼクセでメルヴィル達と出会って意気投合し、ゼクセン騎士団を真似た「聖ロア騎士団」を結成して副団長「銀の乙女」を自称している。ステータスでは術師系だが武術の腕も優れており、かなり度胸がある。
アルベルト・シルバーバーグ
ハルモニア神聖国の軍師。太陽暦451年生まれ（24歳）、身長186cm。出身地は不明。赤月帝国やハイランド王国で軍を率いた名軍師レオン・シルバーバーグの孫。表向きにはササライの副官だが、裏では出世のためにルックの手助けをしている。ハルモニア神聖国に留学した過去があり、軍師としての思想は祖父レオンに近い。後述のシーザーの兄。
アンヌ
酒場経営を夢見る女性。太陽暦448年生まれ（27歳）、身長168cm。カラヤの村で酒場を開いたが、その当日にゼクセン騎士団の焼き討ちで店を失ってしまう。酒に強く、ジョーカーやレオ、ワン・フーと飲み比べて勝つほど。
イク
ルビークに住む女性。太陽暦450年生まれ（25歳）、身長166cm。フランツの幼馴染で恋人。ハルモニアの二等市民へと昇格して自由と快適な生活を得ようとするフランツと、あくまで自分達はグラスランドの民だと主張するルビーク住民一派との軋轢を心配している。なお、戦闘能力こそ無いもののフランツと同じく虫使いとしての能力の持ち主で、虫達の世話をしている。
エース
ハルモニア神聖国地方軍南部辺境警備隊第十二小隊会計係。太陽暦441年生まれ（35歳）、身長178cm。ゼクセン連邦ビネ・デル・ゼクセ出身。「エース」はコードネームであり、本名は不明。隊内の財政一般を任されているが、女性に対して軽い性格で軍資金を使い込むこともあり、金銭面で圧迫されるほど部隊での肩身が狭くなる模様。かつてはギルバート（『II』）の傭兵隊に所属していた。結構な読書家であり、冒険小説から武器関連の文献まで広いジャンルの本を読む。なお、本拠地の壁新聞の「エークの冒険」は彼が執筆している。
エステラ
魔法使い。自己申告では太陽暦446年生まれ（29歳）、身長176cm。自称ではクロウリー（『I』）とも戦ったことがあるらしいが、仲間にする際に存在しない「ゴルディアス村」を探させたり（後にファレナ女王国に実在することが判明している）、キッドの調査や目安箱での情報から信憑性は薄い。弟子のロディもエステラの言葉に振り回されている。
エッジ
「星辰剣」を持つ少年。太陽暦456年生まれ（19歳）、身長171cm。作中では直接的に語られることはないが、16歳の頃に村が吸血鬼に襲われ、通りかかったビクトールとフリックに救われており、ビクトールから「星辰剣」を託されている。その経緯からビクトールを「大切な人」と呼んで尊敬している。ちなみに好物はハヤシライス。
エミリー
格闘家の少女。太陽暦459年生まれ（16歳）、身長166cm。ロニー・ベル（『I』）の娘で、父親は鍛冶屋とされているものの旧作キャラクターかどうかの明言はない。
エリオット
ビネ・デル・ゼクセに住む少年。太陽暦463年生まれ（12歳）、身長152cm。メルヴィルらとゼクセン騎士団を真似た「聖ロア騎士団」を結成しており、「疾風の騎士」を自称している。武術の腕はいま一つで度胸もないが、嗅覚が優れており色々なものを嗅ぎ分けることが出来る。豆が嫌いでいつも残そうとするが、母親がそれを許さず食べるまで見届けられる。そのため騎士団の集会にはいつも遅刻している。
エレーン
ハルモニア神聖国地方軍南部辺境警備隊第十四小隊隊員。太陽暦443年生まれ（32歳）、身長170cm。十四小隊では唯一の女性。身嗜みには相当気を遣っており、口紅にはミルイヒ・オッペンハイマー（『I』）の立ち上げたブランドのものを使用している。十二小隊のクイーンとの仲は最悪である。
オーギュスタン・ナボール
謎多き貴族。太陽暦441年生まれ（34歳）、身長180cm。本作唯一のナルシーで、前作に登場したヴァンサンやシモーヌと同様に性別不明。剣術の腕前は一流で、スキル「パリング」の素質はトップクラス。紋章「赤いバラの紋章」を宿しており、胸には「バラの胸飾り」が飾られている。この胸飾りは6年前にヴァンサン・ド・ブール主催の美青年コンテストで優勝した証であるらしい。

#### カ行
以下に列挙する人物については、幻想水滸伝シリーズのキャラクター一覧を参照。
- からくり丸Z

ガウ
ハルモニア神聖国地方軍南部辺境警備隊第十四小隊隊員。太陽暦449年生まれ（26歳）、身長178cm。十四小隊に所属する隻眼のコボルト。一般的に陽気な性格とされているコボルト族としては珍しく、寡黙でそっけない。デュークには以前命を救われ、その恩義によって力を貸している。尻尾は以前やっていた稼業から足を洗う際に、落とし前をつけるために自ら切り落としている。
キッド
少年探偵。太陽暦463年生まれ（12歳）、身長150cm。調査をするときは自前のマスクを装着する。自分の仕事には自信を持っているが、子供であるためか甘い推理や、虚偽を真に受けている部分が多分に見られる。ジェファーソンのノートには「あの探偵は使い物にならん」と書かれているが、本人はそれが自分の事とは気付いていない。
キャシィー
カウガール。太陽暦457年生まれ（18歳）、身長164cm。本拠地では牧場を担当。本人が気づいているかは不明だが、ビリーの娘で、メルヴィルの姉に当たる。
ギョーム
悪評の絶えない鑑定屋。太陽暦430年生まれ（45歳）、身長168cm。独特な雰囲気の持ち主で、「ほほほーーい」などの口調も特徴的。小さな女の子と遊ぶのが好きだとのことだが、傍目に見ると女の子を追い回す不審者である。
クイーン
ハルモニア神聖国地方軍南部辺境警備隊第十二小隊隊員。太陽暦444年生まれ（31歳）、身長173cm。傭兵隊の数少ない女性隊員。「クイーン」はコードネームであり、本名は不明。ハルモニアに侵略・併合された国の出身で、高貴な家系の生まれである。本や音楽にも詳しく、知識も幅広い。
ケンジ
ランニングシャツとジャージに身を包んだ謎の体育教師。太陽暦440年生まれ（35歳）、身長168cm。毎日朝6時に起床し、1日の運動スケジュールが決められている。ひ弱な人間を「もやしっこ」呼ばわりする。
ゴードン(3)
イクセの村の小さな道具店の主人。太陽暦440年生まれ（35歳）、身長170cm。立ち居振る舞いや服装は紳士そのもの。離婚歴があり、幼い娘がいた。昔は役者で、ナディールとは顔馴染みである。『II』のゴードンとは別人。
ゴロウ
風呂職人。太陽暦456年生まれ（19歳）、身長163cm。有名な風呂職人のテツ（『II』）を父親に持ち、父親をライバル視している。
コロク
風呂敷包みを首に巻いた迷子犬。太陽暦473年生まれ（2歳）、身長67cm。コロクの他にコーイチ、コニー、コサンジ、コゴロウがいるがコロクのみ108星。風呂敷包みの中身は紅一点のコニーがイチゴ、それ以外は石。また、4章以降にコロクに話しかけるとコロク編が開始され城の敷地内をコロク視点で散歩する事が可能となる。

#### サ行
以下に列挙する人物については、幻想水滸伝シリーズのキャラクター一覧を参照。
- ササライ
- ジーン
- ジョーカー

サナエ・ヤマモト
和装の少女。太陽暦461年生まれ（14歳）、身長150cm。ゲーム内での表記は「サナエ・Y」、フリードとヨシノ（ともに『II』）の娘である。デュナン国のラダト出身で、両親とともに暮らしていたが、母親の薙刀を譲り受けて嫁入り前の武者修行に旅立っている。両親の教えの為か、過剰なまでに生真面目で礼儀正しい眼鏡っ子。
サムス
リリィの従者。太陽暦449年生まれ（26歳）、身長183cm。几帳面な性格で会計係を（リリィの浪費を見かねて）志願して務めるも、リードに比べてリリィに対し言いたい事をはっきり言う部分もある。しかし、慣れの恐ろしさか押しの強さに結局は負けてしまう。詳細な場所は不明だが、海に近い南方の地方出身。
サロメ・ハラス
ゼクセン騎士団の「誉れ高き六騎士」の1人で副団長。太陽暦443年生まれ（32歳）、身長184cm。騎士団においては参謀役で、戦時においては軍師も務める。知的で温厚な性格で、特技である料理の腕前は超一流。六騎士の中で、他が騎乗中でも歩兵として戦闘に参加する。
シーザー・シルバーバーグ
アップルの弟子で軍師。太陽暦458年生まれ（17歳）、身長164cm。軍師の家系シルバーバーグ家の末裔で、レオンの孫、アルベルトの弟にあたる。マッシュ・シルバーバーグの弟子アップルの生徒であるため、思想的には祖父のレオンよりもマッシュに近い。軍師としては知略に優れ、ゼクセン騎士団のサロメ・ハラスも一目置くほどであるが、それ以外についてはずぼらな性格である。兄アルベルトに対して劣等感にも似た敵意を持っており、かなりのコンプレックスを感じているようである。
ジェファーソン
短鞭を手にした軍人肌の男で、人に勝手に役職名を付ける謎の役職係。太陽暦434年生まれ（41歳）、身長182cm。今時のチャラチャラした若者が大嫌い。
シズ
「えれべーたがーる」にして本作における「えれべーた」管理人。太陽暦454年生まれ（21歳）、身長158cm。アダリー（『II』）の助手で、各地のアダリーが作ったえれべーたの修理点検を行っている。なお、ビュッデヒュッケ城のえれべーたは『II』と同様に人力式である。
シバ
リザードクラン「三身戦士」の1人。太陽暦448年生まれ（27歳）、身長220cm。第二組左戦士で、性格は至って真面目。人間に比べて大食らいが多いリザードクランの中でも群を抜いた大食漢で、デュパやバズバに比べて若干太り気味。南方の氏族の出身。
ジャック
ハルモニア神聖国地方軍南部辺境警備隊第十二小隊隊員。太陽暦453年生まれ（22歳）、身長176cm。「ジャック」はコードネームであり、本名は不明。巨大ボウガンの使い手で、小隊では遠距離攻撃を担当。劇中では語られていないが、本作の少し前に任務中のゲドの危機を救い、その腕を見初められ現地採用された新人隊員。本来現地雇いの隊員であったが、そのまま正式に入隊する。無口でクールな性格だが温厚で結構幼いところもある。犬と子供が大好きで、自然を愛する心優しい青年。アイラを何かと気にかけているが恋愛感情ではなく、あくまで子供好きの延長によるもの。ゲドについてきた理由を「金ではない」と言い切り、強い意思を見せる。固有紋章の「大鷹の紋章」は、市販の「オオタカの紋章」とは効果もエフェクトも異なる。
シャボン
大道芸人の少女。担当楽器は バウロン。太陽暦469年生まれ（6歳）、身長110cm。子供ながらカンフーの使い手で、ジョー軍曹に懐いている。
シャロン
竜騎士見習い。太陽暦459年生まれ（16歳）、身長160cm。ボク少女。竜洞騎士団団長のミリア（『I』）の娘で、フッチの後を追いかけてグラスランドへの視察に同行し、“炎の運び手”に参加する。自分の竜を連れておらず、英雄戦争後に竜洞で儀式を行い、黄金の竜を手に入れている。
ジョアン
格闘家。太陽暦456年生まれ（19歳）、身長170cm。ビュッデヒュッケ城内に武術指南所を構えている。気まぐれな性格で、腕は確かだがやる気が無く、いつも昼寝している。過去に流れの道場破りによって父が倒され、今の道場を開いて敵が来るのを待っているそうだが、どう考えても敵を探す方が早いとキッドから指摘されている。ちなみに、いつも口にビュッデヒュッケ城のどこかに生えている安眠効果の高いハーブを咥えている。
ジョー軍曹
ダック族の戦士、本名はジョルディ。太陽暦446年生まれ（29歳）、身長150cm。グラスランドのダックの村出身。歴戦の勇士で、冷静な一面も持つが少々天然な一面も。過去に傭兵の経験もあるらしい。ダック族では美形の部類に入る一方でレットやワイルダーからは尊敬されている。しかし、かつては妻子持ちのマイホームパパだったが、何らかの理由で離別している。
ジンバ（ワイアット・ライトフェロー）
カラヤの村に住む戦士。太陽暦383年生まれ（92歳）、身長182cm。ルルの家で生活している若き戦士で、ヒューゴやルルから絶大な信頼を寄せられているが、過去の経歴については謎が多い。後に、「真なる水の紋章」の継承者で、かつて“炎の運び手”に所属して炎の英雄を補佐したワイアット・ライトフェローであることが発覚する。クリス・ライトフェローの実父であり、自身もカラヤへ来る前はゼクセン騎士団に所属していた。しかし、真の紋章を狙うハルモニア神聖国から刺客として「ほえ猛ける声の組合」のエージェントを差し向けられ、止む無く妻アンナや娘クリスとの別れを余儀なくされた。ハルモニアとの戦争が始まり、破壊者が暗躍し始めると、封印した「真なる水の紋章」を再び宿すべくシンダル遺跡を訪れるが、ルックに瀕死の重傷を負わされた。クリスたちが遺跡にかけつけるがすでに遅く、クリスたちに看取られて世を去った。
スコット
交易商人。太陽暦456年生まれ（19歳）、身長165cm。相棒はオウムのワーレンハイトで、スコットに教わることなく独力である程度の人語を理解し、スコットを感心させている。ちなみにワーレンハイトは南方の国で、スコットが初めて行った交易にてローソクと交換に手に入れたもの。
セシル
ビュッデヒュッケ城の守備隊長。太陽暦462年生まれ（13歳）、身長155cm。元気一杯でハキハキした少女。亡くなった父ブラウンの代理で守備隊長に就任し、トーマスおよびクリスに正式に任命される。コロクら風呂敷犬とともに門番する姿が目撃されている。
セバスチャン
ビュッデヒュッケ城の執事。太陽暦430年生まれ（45歳）、身長165cm。財政一般を任されている。財政難で料理人をクビにして以降は料理も担当。気が弱い小太りの中年。カールのかかった独特の髪形はセットに3時間もかかるという。シズがお気に入りらしく、特に用事がないのにえれべーたをよく使っている。
セラ
ルックの従者の魔法使い。太陽暦456年生まれ（19歳）、身長168cm。ハルモニア出身で、生まれたときから額に「流水の紋章」を宿しており、その才能を見込まれクリスタルバレーの円の宮殿で軟禁状態にあった。レックナートからそれを聞いたルックにより、幼い頃に連れ出されている。それゆえにルックには絶対の忠誠を誓っており、ユーバーやアルベルトとは異なって純粋にルックの思想に基づいて動いている。ただ、事のあまりの大きさに若干決心がつかない部分もある。シンダルの力を感じ取れたり、幻術や召喚術を使いこなすなど、術者としての能力は極めて高い。

#### タ行
以下に列挙する人物については、幻想水滸伝シリーズのキャラクター一覧を参照。
- トウタ

ディオス
ハルモニア神聖国の軍人で、ササライの副官。太陽暦446年生まれ（29歳）、身長180cm。腕は立つが仕事運は悪いと評判らしく、3年前（太陽暦472年）のハイイースト動乱にハルモニア神聖国から派遣されるも、結局は撤退や負け戦の事後処理に忙殺される有様だったが、その時の功績がササライに高く評価されて副官に抜擢されている。また、頭は切れるも世渡りが下手で、ササライ以外に彼を正当に評価している上官は皆無らしい。もみあげと大きな鼻が特徴。
デューク
ハルモニア神聖国地方軍南部辺境警備隊第十四小隊隊長。太陽暦442年生まれ（33歳）、身長182cm。ゲドに対抗意識を燃やしており、十二小隊とは事あるごとに競っている。クロイツ（『I』）、ゲンシュウ（『II』）とは武器が同じである。ちなみに好物は辛口カレー。
デュパ
ゼポンの死後に族長を継いだリザードクランの新族長で、「三身戦士」の1人。太陽暦440年生まれ（35歳）、身長214cm。リザードクランの例にもれず気性は荒いが、教養もあり戦闘能力が秀でているので、クラン内での信頼は厚い。かつて試練の狩りの時に仕留めた獲物で作った羽根飾りを頭に付けており、本人いわく自慢の一品。
トッポ
大道芸人。担当楽器は フィドル。太陽暦442年生まれ（33歳）、身長185cm。パントマイミストで非常に無口だが、これは「アクターはしゃべらないもの」という彼の信念によるもの。
ドミニク
防具屋。太陽暦423年生まれ（52歳）、身長163cm。職人気質の頑固な性格で、作る防具も独特の感性のものが多い。一人称は「おれっち」。
トワイキン
ドワーフ。太陽暦434年生まれ（41歳）、身長150cm。穴を掘ることに生きがいを感じている。10年前、穴を掘りすぎてトラン共和国にある「バラだらけの豪華な建物の庭」に出てしまったという。鼻の左横にあるほくろは彼の祖母とお揃い。

#### ナ行
以下に列挙する人物については、幻想水滸伝シリーズのキャラクター一覧を参照。
- ナッシュ・クロービス

ナディール
年齢不詳の劇場支配人。生年は不明、身長188cm。本拠地では劇場を担当。昔は3人組の旅芸人で劇団を結成していた。
ニコル
ハルモニア神聖国地方軍南部辺境警備隊第十四小隊隊員。太陽暦436年生まれ（39歳）、身長180cm。大楯と戦斧を持った大男。かつてデュークの父の部下であり、死の間際に息子の世話を頼まれている。
ネイ
大道芸人。担当楽器は ブズーキ。エルフであり、エルフ年齢で19歳（人間換算で28歳）、身長172cm。大道芸人3人ではリーダー格で、シャボンやトッポへの気遣いも見せている。人間に育てられているため、エルフが持つような偏見の類を持っていない。

#### ハ行
以下に列挙する人物については、幻想水滸伝シリーズのキャラクター一覧を参照。
- ビッキー
- ビッキー（子供）
- フッチ
- ブライト

パーシヴァル・フロイライン
ゼクセン騎士団の「誉れ高き六騎士」の1人で、黒髪の騎士。太陽暦449年生まれ（26歳）、身長178cm。ゼクセン連邦イクセの村出身。乗馬の腕前は騎士団で一番で、「疾風の騎士」の異名を持つ。イクセの村の平民の出自で、地元では「パーシィちゃん」と呼ばれている。
バーツ
イクセの村のイケメン農夫。太陽暦452年生まれ（23歳）、身長176cm。パーシヴァルの幼馴染。野菜を命の次に大事にしている。
バスバ
リザードクラン「三身戦士」の1人。太陽暦446年生まれ（29歳）、身長220cm。リザードクランではファンクラブが出来てしまう程の美青年らしい。
ハレック
無名諸国出身のバーバリアン。太陽暦439年生まれ（36歳）、身長200cm。かつて村を巻き込んだ抗争が起きたとき、炎の英雄がそれを鎮めたことから恩義を感じている。最近改めて村が危機に瀕しており、炎の英雄に助けを求めるべくグラスランドを訪れている。村の風習により自分より身長が低い者を「息子」と呼ぶ。
ピッコロ
自称大魔法使いの占い屋。太陽暦413年生まれ（62歳）、身長152cm。大魔導師クロウリー（『I』）の3番弟子を自称しているが真偽については不明。しかし雷魔法を得意とし、その魔力は本物。
ビッチャム
カラヤ族のベテラン戦士。太陽暦433年生まれ（42歳）、身長178cm。古参の戦士で、デュナン統一戦争には族長ルシアとともに参加していた（『II』に名前のみ登場する）。
ビリー
トレジャーハンター。太陽暦439年生まれ（36歳）、身長183cm。「トレジャーハントで一発当てるぜ!!」が口癖で、それが原因で離婚している。
フーバー
グリフォン。太陽暦460年生まれ（15歳）、身長222cm。幼い頃からヒューゴとともに育てられており、ある程度の人語を理解しているようである。
フランツ
ルビークの虫使い。太陽暦449年生まれ（26歳）、身長173cm。ハルモニア神聖国ルビーク出身。虫を操る腕前は虫使いでも随一の腕前。幼少期にハルモニアの同化政策によりクリスタルバレーで過ごし名前のフランツもハルモニア風。三等市民からの脱却を願いハルモニアの尖兵として尽力しようとしている。
フレッド・マクシミリアン
マクシミリアン騎士団長。太陽暦452年生まれ（23歳）、身長175cm。祖父のマクシミリアンから騎士団長の座を受け継いでいる。正義感の強い性格も受け継いでおり、旅の目的は騎士団復興および巨悪の征伐。祖父を心から尊敬しており、祖父を知っている者から昔話を聞いて回ったりもしている。
ペギィ
鍛冶屋。太陽暦451年生まれ（24歳）、身長200cm。元はリザードクランの戦士で、現在は鍛冶屋に専念している。
ベル
からくり師。太陽暦462年生まれ（13歳）、身長145cm。数年前に母親のメグが失踪しており、母を捜してからくり丸Zとともに旅をしている。ヒューゴに対しては淡い恋心があるせいか口調が異なり、ヒューゴが炎の英雄になっていると目安箱への文も異なる。
ボルス・レッドラム
ゼクセン騎士団の「誉れ高き六騎士」の1人で、金髪の騎士。太陽暦450年生まれ（25歳）、身長171cm。剣技では騎士団で一番の腕前を持ち、「烈火の騎士」と異名を持つ。真面目だが激情家で血が昇ると暴走しかねない危うさも持つが、騎士団メンバーでもっともクリスに忠実な人物。愛酒家でワイン収集が趣味。ゼクセンでも屈指の名家の御曹司。
ホルテスVII世
札職人。太陽暦460年生まれ（15歳）、身長165cm。極度の方向音痴で、これは母親譲りであるという。妻が3人いる。

#### マ行
マーサ
城内で宝くじを売って生計を立てる老婆。太陽暦410年生まれ（65歳）、身長172cm。グラスランドのカラヤの村出身。気が強く何かにつけて誰にでもかまわず宝くじを売りつける癖があるが、当選番号は全て記憶しているという。
マイク
カードゲームを担当する謎の人物。太陽暦449年生まれ（26歳）、身長178cm。いつも笑顔であるが、キッドの調査やコロクで話しかけた際の発言から何か裏の顔があることが伺われるが、開発者の明言はない。
ミオ
トウタの助手の看護師。太陽暦453年生まれ（22歳）、身長162cm。以前結婚していたが、夫はハイイースト動乱の最中に戦死している。自身もハイイースト動乱ではデュナン軍に従軍しており、そこでトウタと出会い、戦後は助手を務めている。
ムーア
カマロ自由騎士連合所属の騎士。太陽暦430年生まれ（45歳）、身長177cm。
ムト
ビュッデヒュッケ城の倉庫番を務めるコボルト。太陽暦453年生まれ（22歳）、身長185cm。天然ボケだが純真でいつも一生懸命。顔に傷があるが詳細は不明。
メイミ
料理人。太陽暦460年生まれ（15歳）、身長160cm。ハイ・ヨー（『II』）の親友バショクの娘。ビュッデヒュッケ城に料理店を構える。
メル
人形使いの少女。太陽暦460年生まれ（15歳）、身長146cm。いつも右手には人形のブランキーを携えており、会話している（本人曰く、腹話術ではない）。
メルヴィル
ビネ・デル・ゼクセに住む少年。太陽暦463年生まれ（12歳）、身長154cm。アラニスらとゼクセン騎士団を真似た「聖ロア騎士団」を結成しており団長である。ビリーの息子であるが似ていない。

#### ヤ行
以下に列挙する人物については、幻想水滸伝シリーズのキャラクター一覧を参照。
- ユーバー

ユイリ
アルマ・キナンの娘。太陽暦447年生まれ（28歳）、身長169cm。一族の戦士の中でリーダーのような役目を務めている。クールな印象の美女でユミィとは性格・容姿ともに対照的である。
ユミィ
アルマ・キナンの娘。太陽暦449年生まれ（26歳）、身長160cm。柔らかく落ち着いた雰囲気で本拠地の男性からの人気が高い。
ユン
アルマ・キナンの娘。太陽暦462年生まれ（13歳）、身長158cm。未来を見通す能力を持った「口寄せの子」である。クリスをアルマ・キナンの村まで導き、破壊者から世界を守るために運命に従い「魂送りの儀式」を行って自らの魂を捧げた。

#### ラ行
以下に列挙する人物については、幻想水滸伝シリーズのキャラクター一覧を参照。
- リリィ・ペンドラゴン
- ルシア
- ルック

ランディス
ウィングホードの青年。太陽暦454年生まれ（21歳）、身長204cm。クプトの森でパーティーに空きがある時に、10％の確率で勝手に戦闘に参加し仲間になる。
リード
リリィの従者。太陽暦448年生まれ（27歳）、身長181cm。いつもリリィのわがままに付き合わされている可哀想な人。
リコ
フレッドの従者。太陽暦461年生まれ（14歳）、身長153cm。フレッドの祖父マクシミリアンに仕えたサンチョ（『I』）は父親である。体系も父親に似ていて小太りで低身長。フレッドから貰ったワッペンを何より大事にしている。肩書きは「マクシミリアン騎士団団長付き侍従長兼運搬補強係」で、いつもフレッドの重い荷物を背負っている。
ルイス・キファーソン
クリスの従者の少年。太陽暦460年生まれ（15歳）、身長158cm。戦闘には参加しないが、様々なところで騎士団をサポートする。7人兄弟の末っ子である。
ルース
ルルの母。太陽暦429年生まれ（46歳）、身長168cm。族長のルシアとも親しい。ゼクセン騎士団によるカラヤクラン襲撃の際に息子のルルを殺され、以後は戦災孤児を引き取り育てた。
ルビ
ルビークの虫。太陽暦470年生まれ（5歳）、身長200cm。フランツの虫で、虫の中では美形であるらしい。なぜかナッシュがお気に入り。
レオ・ガラン
ゼクセン騎士団の「誉れ高き六騎士」の1人で、貴族出身の大柄な斧使い。太陽暦438年生まれ（37歳）、身長190cm。「鋼鉄の騎士」の異名を持ち、斧を用いた力任せの攻撃を得意とする。甘いものが好きで、文字を書くのが苦手。
レット
ダッククランの若者。太陽暦453年生まれ（22歳）、身長145cm。ジョー軍曹の弟分で、手作りの帽子がチャームポイント。ハレック曰く、3人のダックの中で一番美味しそうらしい。
ロディ
エステラの弟子の魔法使い。太陽暦460年生まれ（15歳）、身長165cm。弟子というよりおもちゃにされているイメージがあり、紋章も「ほたるの紋章」と「ぬりかべの紋章」が初期装備。魔法の才能は108星でトップクラスである。
ロラン・レザウルス
ゼクセン騎士団の「誉れ高き六騎士」の1人で、唯一のエルフ。太陽暦449年生まれ（26歳）、身長205cm。ネイと同様にエルフ独特の偏見はなく、ゼクセン騎士団の一員として誇りを持っている。生真面目で団長のクリスに忠実であるが、それ以上に騎士団そのものに忠実でもある。

#### ワ行
ワイルダー
ダッククランの若者。太陽暦454年生まれ（21歳）、身長155cm。ジョー軍曹の弟分で、眼鏡をかけた知性派。趣味はトランペットと読書。
ワタリ
元忍者組織「カゲ」所属の忍者、今は抜け忍。太陽暦451年生まれ（24歳）、身長174cm。デュナン国出身。ハイランド王国出身でハイランド王家に仕えたようだが、それ以外は一切不明。
ワン・フー
棒術使い。太陽暦440年生まれ（35歳）、身長173cm。背中の刺青は、殺された友人の復讐を誓って入れたらしい。

### 宿星外
以下に列挙する人物については、幻想水滸伝シリーズのキャラクター一覧を参照。
- レックナート
- ヒクサク

#### グラスランド
炎の英雄
太陽暦400年ごろにハルモニア神聖国内で活動した盗賊団“炎の運び手”のリーダーで、ハルモニア神聖国から「真なる火の紋章」を盗んだ後、宿主となった人物。生年は不明。
太陽暦422年に“炎の運び手”とグラスランドの各クランが、ハルモニア神聖国からの独立を求めて地方軍と衝突した際は、「真なる火の紋章」の暴走によりハルモニア地方軍全員を壊滅させており、グラスランド側にも多大な被害を出している。太陽暦425年のハルモニア侵攻の際もグラスランド防衛に尽力し、英雄視されている。戦後はシンダル族の秘術を用いて「真なる火の紋章」を封印、時が経たぬうちに若くして世を去った。
彼の名前はプレイヤーの任意で名付ける事が出来、主人公が炎の英雄として「真なる火の紋章」を継承する際、同時に彼の名前も受け継ぐ事が出来る（受け継がないことも可能）。
ルル
ヒューゴの親友。太陽暦463年生まれ（12歳）、身長155cm。ルースの息子。年齢相応に同行人であるヒューゴに比べても子供っぽい部分がある。カラヤの村の焼き討ちに遭遇し、ヒューゴの眼前でクリスによって殺された。
ゼポン
リザードクランの族長。ゲドやユーバーとは何らかの因縁がある。セラがクリスに化けてリザードクランを襲撃した際に、ゲドたち十二小隊やリザードの戦士達がほぼ全てセラを相手にしていた間にユーバーによって殺された。
サナ
チシャクランの族長で、炎の英雄の妻。生年は不明。

#### ゼクセン評議会
ロウマ
評議会議員。漫画版では議長を務める。ビュッデヒュッケ城主トーマスの実父だが、彼のことを疎んでいる。ゲームではビュッデヒュッケ城が反旗を翻して以降は登場しないが、漫画版ではハルモニアに内通している事がゼクセン騎士団に明らかになり、クーデターを起こされ失脚・逮捕された。

## 幻想水滸伝3 -運命の継承者-
志水アキ著で幻想水滸伝3の漫画版が発売された。全11巻。序盤は原作とほぼ同じ物語だが、話が進むにつれ漫画版オリジナルの展開を見せる。特に終盤は、ルックを倒すという目的こそ原作と共有するが、そこに行き着くまでの過程は漫画独自のものだった。主だった相違点は以下のとおり。
- 炎の英雄はヒューゴで固定
- ヒューゴもルック同様真の紋章が見せる幻影に苦しむ
- ルビーク
十二小隊の行動はゲドやクイーンがきっかけや助言を与えるに留まり、虫兵たち自身が自分たちの行動の選択をした。
- ゼクセン評議会に対するクーデター
クリス・ライトフェローの留守中に六騎士たちは、ハルモニアと密通している評議員を処断するためクーデターを起こしている。

108星の中でも本筋には関わりないキャラクターについてはほとんど触れられていないが、何人かは台詞のないモブキャラクターとして描かれている。また、回想シーンでは、原作本編中には登場しない『I』主人公、マッシュ・シルバーバーグ、オデッサ・シルバーバーグ、レオン・シルバーバーグ、テオ・マクドール、バルバロッサ・ルーグナー、『II』主人公、ジョウイ・ブライト、ナナミ、ピリカ、ルカ・ブライトが登場する。